# Troy Gentile
Troy Francis Farshi, ismertebb nevén Troy Gentile (Boca Raton, Florida, 1993. október 27. –) amerikai színész

## Élete, pályája
Édesanyja, Debbie Gentile a Boca Raton News hirdetési részlegén dolgozott. Édesapja Albert Farshi. Troy Los Angelesbe, költözött a családjával, amikor még csak négy éves volt. Elmondása szerint, mielőtt szerepet kapott A Goldberg családban, főiskolás volt. A sorozatban 2013-ban kapta meg Barry Goldberg szerepét. 2005-ben a The Late Late Show című filmben kapott szerepet a fiatal Craig Ferguson személyében. Szerepelt továbbá a Bad News Bears, Nacho Libre, Good Luck Chuck, Fúrófej Taylor, és a Hotel for Dogs című filmekben is.

## Filmszerepei
- Gáz van, jövönk! (2005)
- Zack és Cody élete (2006)
- Tenacious D, avagy a kerek rockerek (2006)
- Anyád lehetnék (2007)
- A kabalapasi (2007)
- Fúrófej Taylor (2008)
- Ananász expressz (2008)
- Törtetők (2008)
- Zip (2008)
- Kutyaszálló (2009)
- Trinity kórház (2010)
- A Goldberg család (2013-2023)
- A semmi közepén (2015)
- Amerikai fater (2017)
- Veszélyes tanerők (2019)